# Paul Clerget
Pour les articles homonymes, voir Clerget.
Paul Maurice Clerget est un acteur français né le 31 juillet 1868 dans le 4e arrondissement de Paris, ville où il est mort le 29 novembre 1935 en son domicile dans le 8e arrondissement

## Filmographie
- 1896 : Two A.M or the husband's return (court métrage anonyme) - également scénariste
- 1917 : Over the Hill (en) de William Parke : M. Lawlor
- 1917 : A Crooked Romance (en) de William Parke : Sid Flynn
- 1918 : La Maison de la Haine de George B. Seitz (sérial en 20 épisodes)
- 1918 : L'Éternelle Tentatrice de Maurice Tourneur : Claudius
- 1918 : Mrs Slacker de Hobart Henley : M. Gibbs
- 1920 : My Lady's Garter de Maurice Tourneur (moyen métrage) : Dexter
- 1930 : Méphisto d'Henri Debain et Georges Vinter : Cornélius (film tourné en 4 époques)
- 1931 : Azaïs de René Hervil : Constantinovitch
- 1931 : Côte d'Azur de Roger Capellani : Cazin, le beau-père
- 1932 : L'Enfant de ma sœur d'Henry Wulschleger : L'oncle Gabarrou
- 1932 : Tu seras duchesse de René Guissart : Le duc de Barfleur, père
- 1932 : Le Chien jaune de Jean Tarride : Le maire
- 1932 : La Femme nue de Jean-Paul Paulin : Garzini
- 1933 : La Fille du régiment de Carl Lamac et Pierre Billon : Le général
- 1933 : Un de la montagne de Serge de Poligny : Le président
- 1933 : Une femme au volant de Kurt Gerron : Un avocat
- 1934 : La Porteuse de pain de René Sti : L'abbé Laugier
- 1934 : Sidonie Panache d'Henry Wulschleger : Le maréchal Bugeaud
- 1934 : Le Bossu de René Sti : Le marquis de Caylus
- 1934 : Le Roi des Champs-Élysées de Max Nosseck
- 1934 : Le Secret d'une nuit de Félix Gandéra : M. Hoppguer
- 1935 : Baccara d'Yves Mirande et Léonide Moguy (premier assistant-réalisateur) : Le président du tribunal
- 1935 : Le Crime de Monsieur Pegotte de Pierre-Jean Ducis (court métrage)
- 1935 : Quelle drôle de gosse de Léo Joannon
- 1936 : Train de plaisir de Léo Joannon : Le chef de train
- 1936 : La Gondole aux chimères d'Augusto Genina : Le diplomate
- 1936 : Valse éternelle de Max Neufeld